# Žitkovac
Žitkovac (izvirno srbsko Житковац) je naselje v Srbiji, ki upravno spada pod Občino Aleksinac; slednja pa je del Niškega upravnega okraja.

## Demografija
V naselju živi 2.161 polnoletnih prebivalcev, pri čemer je njihova povprečna starost 40,0 let (39,4 pri moških in 40,5 pri ženskah). Naselje ima 854 gospodinjstev, pri čemer je povprečno število članov na gospodinjstvo 3,14.
Naselje je skoraj popolnoma srbsko (glede na rezultate popisa iz leta 2002).
|  |

| Demografija | Demografija     | Demografija     |
| Leto        | Št. prebivalcev | Št. prebivalcev |
| ----------- | --------------- | --------------- |
|             |                 |                 |
|             |                 |                 |
|             |                 |                 |
|             |                 |                 |
| 1948        | 1124            |                 |
| 1953        | 1237            |                 |
| 1961        | 1754            |                 |
| 1971        | 2255            |                 |
| 1981        | 2464            |                 |
| 1991        | 2735            | 2671            |
| 2002        | 2796            | 2680            |
|             |                 |                 |

| Etnična sestava po popisu iz leta 2002 | Etnična sestava po popisu iz leta 2002 | Etnična sestava po popisu iz leta 2002 | Etnična sestava po popisu iz leta 2002 | Etnična sestava po popisu iz leta 2002 |
| -------------------------------------- | -------------------------------------- | -------------------------------------- | -------------------------------------- | -------------------------------------- |
| Srbi                                   | Srbi                                   |                                        | 2.527                                  | 94,29%                                 |
| Romi                                   | Romi                                   |                                        | 94                                     | 3,50%                                  |
| Makedonci                              | Makedonci                              |                                        | 9                                      | 0,33%                                  |
| Hrvati                                 | Hrvati                                 |                                        | 5                                      | 0,18%                                  |
| Albanci                                | Albanci                                |                                        | 4                                      | 0,14%                                  |
| Jugoslovani                            | Jugoslovani                            |                                        | 4                                      | 0,14%                                  |
| Bolgari                                | Bolgari                                |                                        | 2                                      | 0,07%                                  |
| Čehi                                   | Čehi                                   |                                        | 1                                      | 0,03%                                  |
| Črnogorci                              | Črnogorci                              |                                        | 1                                      | 0,03%                                  |
| Slovenci                               | Slovenci                               |                                        | 1                                      | 0,03%                                  |
| Rusi                                   | Rusi                                   |                                        | 1                                      | 0,03%                                  |
| Muslimani                              | Muslimani                              |                                        | 1                                      | 0,03%                                  |
| Neznano                                | Neznano                                |                                        | 17                                     | 0,63%                                  |